# Diplacella
Diplacella — рід грибів родини Gnomoniaceae. Назва вперше опублікована 1930 року.

## Класифікація
До роду Diplacella відносять 2 види:
- Diplacella mararyensis
- Diplacella paulliniae